# چننگو بریج (نیویورک)
چننگو بریج (به انگلیسی: Chenango Bridge) یک منطقهٔ مسکونی در ایالات متحده آمریکا است که در شهرستان بروم، نیویورک واقع شده‌است. چننگو بریج ۲٬۸۸۳ نفر جمعیت دارد و ۲۷۳٫۱ متر بالاتر از سطح دریا واقع شده‌است.